# ماما واتارا
ماما واتارا (انگلیسی: Mama Ouattara; ۲۲ ژوئن ۱۹۵۱ – ۱۲ ژوئن ۲۰۰۴) بازیکن فوتبال اهل ساحل عاج بود.
از باشگاه‌هایی که در آن بازی کرده است می‌توان به باشگاه ورزشی مون‌پلیه و باشگاه فوتبال نیم المپیک اشاره کرد.